# Томпсон, Эрик (британский актёр)
Эрик  Норман Томпсон (англ. Eric  Norman Thompson; 9 ноября 1929, Слифорд, Линкольншир, Великобритания — 30 ноября 1982, Камден, Лондон, Великобритания) — английский актёр, телевизионный ведущий и продюсер.

## Биография
Томпсон родился в Слифорде, графства Линкольншир в семье англичан: Джорджа Генри Томпсона, работающего официантом в отельном ресторане и домохозяйки Анны Томпсон, вырос в  Раджвике графства Суссекс, где посещал Collyer’s School в Хоршэме. Томпсон присоединился в труппе театра «Олд Вик» в 1952 году. Встретившись там с шотландской актрисой Филлидой Лоу, заключил с ней брачный союз (1957), от брака с Лоу имеет две дочери: Эмму и Софи, обе актрисы. Кроме того у мужчины есть трое внуков: Тиндиебуа Агабу Уайз, Уолтер и Эрнест Ламсден, а так же внучка Гайя Ромили Уайз. Работал с «Би-би-си», где являлся инициатором детских телевизионных программ, например, «Play School». Наиболее известен по работе «Волшебное приключение», где выступал в роли рассказчика. Передача транслировалась с октября 1965 по январь 1977 г. После того как его голос стал узнаваем, Томпсон редко появлялся на телевидении, за исключением программы «The Massacre of St Bartholomew’s Eve» в роли Доктора Кто в 1966 г. Эрик Томпсон скончался в Лондоне 30 ноября 1982 г. от тромбоэмболии лёгочной артерии спустя три недели после своего 53-го дня рождения.

## Фильмография
| Год       |   | Русское название | Оригинальное название | Роль           |
| --------- | - | ---------------- | --------------------- | -------------- |
| 1971      | ф |                  | Clockmaker            | рассказчик     |
| 1971—1972 | с |                  | The Magic Ball        | рассказчик     |
| 1972—1972 | с |                  | The Challengers       | Джо Делани     |
| 1972—1972 | с |                  | Play for Today        | рассказчик     |
| 1973      | ф |                  | Ego Hugo              | Александр Дюма |